# Le Recoux
Le Recoux est une ancienne commune française, située dans le département de la Lozère en région Occitanie.
Ses habitants sont les Recoussiens.

## Géographie

### Communes limitrophes
La commune est limitrophe du département de l'Aveyron.
|                             | La Tieule                               |                                                     |
| Sévérac d'Aveyron (Aveyron) | du Recoux                               | Saint-Georges-de-Lévéjac (Massegros Causses Gorges) |
|                             | Le Massegros (Massegros Causses Gorges) |                                                     |

## Histoire

### Héraldique
| Le Recoux | Le blasonnement du Recoux est : d'argent aux cinq rochers de gueules ordonnés 3 et 2, soutenus d'une rose du même |

## Politique et administration
| Période    | Période  | Identité      | Étiquette | Qualité |
| ---------- | -------- | ------------- | --------- | ------- |
| avant 1981 | ?        | Simon Sevenne |           |         |
| 2001       | En cours | Denis Seguin  |           |         |

## Démographie
L'évolution du nombre d'habitants est connue à travers les recensements de la population effectués dans la commune depuis 1793. À partir du 1er janvier 2009, les populations légales des communes sont publiées annuellement dans le cadre d'un recensement qui repose désormais sur une collecte d'information annuelle, concernant successivement tous les territoires communaux au cours d'une période de cinq ans. 
Pour les communes de moins de 10 000 habitants, une enquête de recensement portant sur toute la population est réalisée tous les cinq ans, les populations légales des années intermédiaires étant quant à elles estimées par interpolation ou extrapolation. Pour la commune, le premier recensement exhaustif entrant dans le cadre du nouveau dispositif a été réalisé en 2007,.
En 2014, la commune comptait 126 habitants, en évolution de +2,44 % par rapport à 2009 (Lozère : −1,04 %, France hors Mayotte : +2,49 %).
| 1793 | 1800 | 1806 | 1821 | 1831 | 1836 | 1841 | 1846 | 1851 |
| ---- | ---- | ---- | ---- | ---- | ---- | ---- | ---- | ---- |
| 308  | 450  | 381  | 323  | 352  | 370  | 358  | 394  | 366  |

| 1856 | 1861 | 1866 | 1872 | 1876 | 1881 | 1886 | 1891 | 1896 |
| ---- | ---- | ---- | ---- | ---- | ---- | ---- | ---- | ---- |
| 364  | 345  | 326  | 319  | 326  | 335  | 304  | 305  | 303  |

| 1901 | 1906 | 1911 | 1921 | 1926 | 1931 | 1936 | 1946 | 1954 |
| ---- | ---- | ---- | ---- | ---- | ---- | ---- | ---- | ---- |
| 288  | 276  | 268  | 203  | 178  | 179  | 177  | 148  | 154  |

| 1962 | 1968 | 1975 | 1982 | 1990 | 1999 | 2007 | 2012 | 2014 |
| ---- | ---- | ---- | ---- | ---- | ---- | ---- | ---- | ---- |
| 136  | 133  | 126  | 117  | 114  | 110  | 117  | 128  | 126  |

## Lieux et monuments
- Église paroissiale Notre-Dame-du-Rosaire.